# Coimbatore
Coimbatore este un oraș în India.